# ライズ:サン・オブ・ローマ
『ライズ：サン・オブ・ローマ』（RYSE: SON OF ROME）は、Crytek開発、マイクロソフト販売のWindowsとXbox One用アクションアドベンチャーゲームである。